# Барраль, Давид
Давид Барраль Торрес (исп. David Barral Torres; 10 мая 1983, Сан-Фернандо, Андалусия) — испанский футболист, нападающий.

## Биография
Давид Барраль родился в городе Сан-Фернандо (провинция Кадис, Андалусия). Профессиональную карьеру футболиста Барраль начинал выступая в низших лигах за «Реал Мадрид C» и «Реал Мадрид Кастилью», будучи также на некоторое время отданным в аренду клубу «Фуэнлабрада». В сезоне 2006/07 Барраль перебрался в хихонский «Спортинг», а в следующем чемпионате Барраль, образовав вместе с Мате Биличем (присоединился к команде в январе 2008 года) сильную связку в нападении, помог астурийцам вернуться в Ла Лигу после 10-летнего отсутствия.
Барраль впервые отметился забитым голом на высшем уровне 26 октября 2008 года, когда забив с пенальти поучаствовал в победе хихонцев (3:0) над «Депортиво» из Ла-Коруньи. В первый свой сезон в элите испанского футбола он в паре с Биличем наколотил 22 мяча в ворота соперников, также Барраль забил решающий гол в упорном домашнем поединке с «Рекреативо», победа (2:1) в котором спасла «Спортинг» от вылета.
20 марта 2010 года Барраль сумел на 53-й минуте открыть счёт в гостевом поединке с мадридским «Реалом», с острого угла отправив мяч пушечным ударом в ворота Икера Касильяса, но хозяева быстро отыгрались и добились окончательного счёта 3:1 в свою пользу.
В сезоне 2010/11 Барраль соперничал с Биличем за место в основном составе, так как главный тренер «Спортинга» Мануэль Пресиадо зачастую выставлял на игру одного форварда. Конкуренцию также составлял приобретённый в начале 2010 года аргентинский нападающий Гастон Сангой. В том чемпионате Барраль впервые отличился забитым мячом лишь в 19-м туре (15 января 2011 года), когда открыл счёт в домашнем победном матче против «Эркулеса» (2:0); а в следующем туре чемпионата он стал автором единственного мяча в поединке с мадридским «Атлетико» (1:0); 12 февраля Барраль помог своей команде добиться домашней ничьи (1:1) с «Барселоной», отметившись голом в начале первого тайма.
В чемпионате 2011/12 Барраль забил девять мячей в 30 играх (лучший результат в команде), но этого оказалось недостаточно для того, чтобы спасти «Спортинг» от вылета в Сегунду. 5 июля 2012 года, в возрасте 29 лет, он впервые подписал контракт с зарубежным клубом, которым стал турецкий «Ордуспор».
Барраль вернулся на родину летом 2013 года, подписав двухлетний контракт с клубом «Леванте». 7 февраля 2015 года ему удалось сделать хет-трик в матче чемпионата Испании против «Малаги», дважды Барраль отличился с пенальти, а «Леванте» одержал столь нужную для него победу (4:1). В 2015 году играл за клуб «Аль-Зафра» из ОАЭ, после чего перешёл в испанский клуб «Гранада», подписав контракт до 30 июня 2017 года.